# Dagon Port FC
Der Dagon Port Football Club (birmanisch ပြည်ထောင်စု သမ္မတ မြန်မာနိုင်ငံတေ) ist ein myanmarischer Fußballverein. Der Verein ist im Dagon Seikkan Township in Rangun beheimatet und spielt (Stand Mai 2024) in der höchsten Liga des Landes, der Myanmar National League.

## Geschichte
Der Verein wurde am 1. Januar 2023 als Port FC im Dagon Seikkan Township in Rangun gegründet. In seiner ersten Saison startete der Verein in der zweiten Liga, der MNL-2. Am Ende der Saison 2023 belegte man einen dritten Tabellenplatz. Da der Zweitplatzierte, der Myanmar University FC, die Anforderungen für die erste Liga nicht nachweisen konnte, stieg der Tabellendritte in die erste Liga auf. Im Dezember 2023 wurde der Verein in Dagon Port Football Club umbenannt.

## Stadion
Der Verein trägt seine Heimspiele im Padonmar Stadium im Sanchaung Township in Rangun aus. Das Stadion hat ein Fassungsvermögen von 3000 Personen.

## Saisonplatzierung
| Saison  | Liga                    | Liga   | Liga | Liga | Liga | Liga  | Liga   | Liga     | Liga |
| Saison  | Liga                    | Spiele | S    | U    | N    | Tore  | Punkte | Position |      |
| ------- | ----------------------- | ------ | ---- | ---- | ---- | ----- | ------ | -------- | ---- |
| 2023    | MNL-2                   | 18     | 11   | 1    | 6    | 39:28 | 34     | 3. ▲     |      |
| 2024/25 | Myanmar National League | 22     | 4    | 5    | 13   | 37:67 | 17     | 10.      |      |